# Холодное танго
«Холо́дное та́нго» — российский драматический военно-исторический фильм, снятый режиссёром Павлом Чухраем по сценарию, написанному им по мотивам повести Эфраима Севелы «Продай твою мать» (1981). В главных ролях — Юлия Пересильд и Риналь Мухаметов.
Картина стала фильмом открытия XXVIII Открытого российского кинофестиваля «Кинотавр», состоявшегося 7 июня 2017 года в Сочи, где режиссёру Павлу Чухраю был вручён почётный приз «За честь, достоинство и преданность кинематографу».
В общероссийский прокат фильм вышел 22 июня 2017 года, в День памяти и скорби (в 76-ю годовщину начала Великой Отечественной войны).

## Сюжет
Действие в фильме происходит в Литовской ССР в 1940-е—1950-е годы.
С первых дней и почти до конца Великой Отечественной войны, с 22 июня 1941 года по 28 января 1945 года, территория Литовской ССР была оккупирована войсками нацистской Германии и входила в ведение «Рейхскомиссариата Остланд». 
На фоне кровавой войны, нацистской оккупации и репрессий встречаются два совершенно разных молодых человека. В первый раз судьба сводит их ещё в юношеском возрасте, прямо в начале войны, они испытывают друг к другу нежные чувства. Спустя годы, после войны, они вновь встречаются в родном литовском городе, но за плечами у каждого из них уже своя личная человеческая боль, своя исковерканная судьба. Мужчина, сохранивший свою жизнь наперекор судьбе и вернувшийся после войны домой, наконец находит свою возлюбленную, однако его вера в счастливую жизнь рушится, когда он узнаёт, что его любимая женщина — дочь его врага. Кроме того, они разделены религиозной и национальной ненавистью и враждой, неприятием чужой культуры, политическими заблуждениями, повсеместными подозрениями в предательстве. И в этих трагических обстоятельствах, в реалиях этого агрессивного и жестокого мира, они любят друг друга, но не могут быть вместе, потому что их раздирают чудовищные идеологические противоречия. Им трудно понять друг друга, ещё труднее оставаться в таких условиях достойными людьми.
Он — Макс, мальчик из еврейского гетто, его мать и младшую сестру в начале войны зверски убили фашисты, сам он чудом избежал смерти в немецком концлагере, а затем стал сотрудником НКВД.  
Она — Лайма, литовка, дочь «врага» (угольщика, торговавшего конфискованными у евреев из гетто  ценностями, затем служившего в нацистской зондеркоманде и ушедшего к так называемым «лесным братьям»), в детстве пережила личную трагедию (её изнасиловал офицер вермахта на глазах у влюблённого в неё Макса) и обозлилась на весь мир, а после войны стала литовской патриоткой: она пела песни советским офицерам и втайне ненавидела их. 
Несмотря на весь ужас событий в стране, герои картины живут, любят, ссорятся, идут на компромиссы, мучаются совестью, хотят мира, стараясь оставаться людьми и сохранить свою любовь…

## В ролях
- Риналь Мухаметов — Макс, оперуполномоченный НКВД
- Елисей Никандров — Макс (в детстве)
- Юлия Пересильд — Лайма, литовская певица
- Ася Громова — Лайма (в детстве)
- Сергей Гармаш — Григорий Иванович Таратута, майор НКВД, комендант, начальник Макса
- Карина Каграманян — Лия (в детстве), младшая сестра Макса
- Моника Санторо — Рута, мать Макса и Лии
- Лера Ткачева — Лия, дочь Макса и Лаймы
- Андрюс Бялобжескис — Винцас, отец Лаймы
- Мария Малиновская — мать Лаймы
- Андрюс Даряла — Антанас
- Даце Эверса — Анеле
- Анна Котова — Гражина
- Артур Бесчастный — капрал
- Дайнюс Казлаускас — Йонас
- Алексей Ингелевич — Юргис
- Владимир Чуприков — повар
- Екатерина Александрушкина — соседка

## Съёмочная группа
- Сценарий фильма написан по мотивам повести Эфраима Севелы «Продай твою мать» (1981).
- Автор сценария и режиссёр-постановщик: Павел Чухрай
- Оператор-постановщик: Игорь Клебанов, R.G.C.
- Художники-постановщики: Юрий Григорович, Раймондас Дисиус
- Композитор: Юрий Потеенко

## Создание и отличие от книги
«Холодное танго» — это первая работа Павла Чухрая после десятилетнего перерыва. Рабочие названия фильма — «Чужой» и «Угольщик».
Фильм снимался при поддержке Министерства культуры Российской Федерации. 
В отличие от повести Эфраима Севелы «Продай твою мать» (1981), в фильме нет рассуждений о еврейском народе, вынужденном блуждать по миру, о «сущности еврейства, о страдании как цене за принадлежность».

## Историческая достоверность и отзывы
В 2015 году, на этапе, предшествующем непосредственным съёмкам, сценарий художественного фильма «Холодное танго» (тогда под названием «Чужой») прошёл историческую экспертизу Общероссийской общественно-государственной организации «Российское военно-историческое общество» (РВИО), возглавляемой министром культуры России Владимиром Мединским. После доработки с привлечением специалистов РВИО сценарий получил большинство положительных оценок и был рекомендован к оказанию частичной государственной финансовой поддержки. В результате, Министерством культуры Российской Федерации кинокомпании «Слон» была выделена государственная субсидия в размере 35 миллионов рублей.
На заключительном этапе работы над фильмом в финальные титры был включён следующий текст от автора кинокартины:

«Во время немецкой оккупации в Литве было уничтожено более 200 тысяч евреев. 
В советский период было сослано в сибирские лагеря и на поселение более 260 тысяч литовцев. 

При освобождении Прибалтики от немецких войск погибло более 120 тысяч советских солдат».
Согласно официальному ответу (№ 2489 от 13 октября 2017 года) Российского военно-исторического общества (РВИО) на запрос общественности, эти статистические сведения о количестве уничтоженных евреев, сосланных в Сибирь литовцев и погибших солдат Красной армии отсутствовали в сценарии, который в 2015 году проходил историческую экспертизу специалистов РВИО. 
После всероссийской премьеры картины «Холодное танго» 22 июня 2017 года в кинотеатрах страны текст о количестве жертв и депортированных людей в финальных титрах вызвал разноречивые отзывы общественности и российских СМИ. В частности, «Газета.ру» в связи с этим сообщила, что фильм рассказывает:

«… о граничащих с геноцидом репрессиях при Сталине, затронувших прибалтийскую страну: литовцев в сибирскую ссылку отправляли в ничуть не менее скотских условиях, чем нацисты — евреев в концлагеря; даже примерные цифры сосланных прибалтов и уничтоженных евреев оказались сопоставимы (200 тыс. убитых евреев в Литве и 260 тыс. сосланных литовцев).

И тот факт, что советский режим показан в этом фильме ничуть не менее чудовищным, чем нацистский, мог вызвать среди оплакивающей СССР части российского населения скандал ничуть не меньший, чем «Матильда» вызвала в среде верующих».

## Награды и номинации
- 2018 — кинопремия «Ника»:
  - премия за лучшую мужскую роль второго плана (Сергей Гармаш)
  - номинация на премию за лучший фильм года
- 2018 — кинофестиваль «Литература и кино» в Гатчине[10]*
  - Гран-при «Гранатовый браслет»
  - Приз за лучшую операторскую работу (Игорь Клебанов)
  - Приз за лучшую женскую роль (Юлия Пересильд)

## Кассовые сборы
По состоянию на 28 августа 2017 года фильм «Холодное танго» собрал 24 миллиона рублей при заявленном бюджете в 250 миллионов рублей.